# Empis honsyuensis
Empis honsyuensis är en tvåvingeart som beskrevs av Frey 1953. Empis honsyuensis ingår i släktet Empis och familjen dansflugor. Inga underarter finns listade i Catalogue of Life.